# Mânio Acílio Balbo (cônsul em 114 a.C.)
Mânio Acílio Balbo (em latim: Manius Acilius Balbus) foi um político da gente Acília da República Romana eleito cônsul em 114 a.C. com Caio Pórcio Catão. Era filho de Mânio Acílio Balbo, cônsul em 150 a.C..

## Carreira
A ele é atribuída uma cunhagem de moedas de 124 a.C. composta por denários, semisses e quadrantes. O denário está legendado com BALBVS no anverso e MN•ACILI no reverso. As duas moedas de bronze não trazem seu cognome. Porém, é impossível assegurar de que este Acilius Balbus seja exatamente este cônsul.
Em seguida, Balbo foi pretor em 117 a.C. e acabou eleito cônsul em 114 a.C. com Caio Pórcio Catão. Nada se sabe sobre os eventos de seu mandato.